# Hubert Sijen
Hubertus Jacobus (Huub) Sijen (Maastricht, 21 de noviembre de 1918 – Geleen, Sittard-Geleen, Limburg, 20 de febrero de 1965) fue un ciclista neerlandés que corrió entre 1937 y 1951.
En su palmarés destaca el campeonato nacional de categoría independiente el 1938 y dos etapas a la Volta a Cataluña, el 1940 y 1946. El 1939 quedó segundo a la Flecha Valona.

## Palmarés
- 1938
  -  Campeón de los Países Bajos de categoría independiente
- 1940
  - Vencedor de una etapa a la Volta a Cataluña
- 1942
  - 1º en Valkenburg
- 1946
  - 1º en Kinrooi
  - Vencedor de una etapa a la Volta a Cataluña
- 1947
  - 1º en Oosterhout
  - 1º en Hoensbroek
  - 1º en Maas-Peel-Mijnkoers
- 1948
  - 1º en el Critérium de Made
- 1949
  - 1º en Oud-Turnhout
- 1950
  - 1º en Hoogerheide

### Resultados al Tour de Francia
- 1939. Abandona
- 1947. Abandona
- 1949. Abandona

### Resultados a la Vuelta a España
- 1946. Abandona